# Siegfried Salomon
Naphtali Siegfried Salomon, född 3 augusti 1885 i Köpenhamn, död där 29 oktober 1962, var en dansk cellist och tonsättare. 
Salomon blev medlem av Det Kongelige Kapel 1907, och deltog mycket i konsertlivet både som solist och kammarmusiker. Från hans hand föreligger bland annat två symfonier, fyra stråkkvartetter, en cellokonsert, sånger, melodramat Kain (Det Kongelige Teater), musik till Johan Ludvig Heibergs En Sjæl efter Døden (Dagmarteatret), operan Duen og Slangen och kantat vid Sygeplejeselskabets jubileum. År 1926 uppfördes på Det Kongelige Teater hans opera Leonora Christina, vilken blev en stor framgång.